# تپه کهنه‌آبادی
تپه کهنه آبادی مربوط به هزاره دوم تا است و در شهرستان بیجار، بخش حومه، روستای نعمت‌آباد سفلی واقع شده و این اثر در تاریخ ۸ مرداد ۱۳۸۱ با شمارهٔ ثبت ۵۹۳۰ به‌عنوان یکی از آثار ملی ایران به ثبت رسیده است.